# Auf der Parkbank
Auf der Parkbank  (französischer Originaltitel: Bancs publics (Versailles Rive-Droite)) ist ein französischer Film aus dem Jahr 2008. Regie führte Bruno Podalydès.

## Inhalt
Lucie arbeitet als Sekretärin bei der Firma „Gifarep“. Dort wird sie auf das Schild „Einsamer Mann“, das im Fenster eines der der Firma gegenüberliegenden Häuser hängt, aufmerksam. Zusammen mit ihren Kolleginnen versuchen sie, den Mieter zu treffen. Ihre Versuche scheitern regelmäßig.
Um den Mann zufällig zu treffen, verbringen die Sekretärinnen ihre Mittagspause auf dem „Square des Francine“ und werden Zeugen des bisweilen absurden Treibens. Auch in dem nahe gelegenen Baumarkt kommt es zu ähnlichen Szenen.
Am Schluss gelingt es den Sekretärinnen, den Mann zu treffen.

## Kritik
„Amüsante dramatische Komödie, die vor allem von reizvollen kleinen Begegnungen, aber auch vom spielfreudigen Ensemble lebt, das die turbulenten Verstrickungen nachvollziehbar mit Leben füllt.“